# Thanh tịnh đạo
Thanh tịnh đạo (zh. 清淨道, pi. visuddhi-magga), nghĩa là "con đường dẫn đến thanh tịnh", là tên của một bộ luận cơ bản của Thượng toạ bộ (pi. theravādin), được Phật Âm (pi. buddhaghosa) soạn trong khoảng thế kỉ thứ 5. Thanh tịnh đạo trình bày giáo lý của Đại tự (pi. mahāvihāra), một trong những trường phái Pali.
Bộ luận này gồm có 3 phần với 23 chương: chương 1-2 nói về Giới (pi. sīla), chương 3-13 nói về Định (sa., pi. samādhi) và chương 14-23 nói về Huệ (pi. pañña). Phần nói về Định trình bày rõ các phương pháp và đối tượng quán niệm của Thượng toạ bộ, khả năng phát triển và thánh quả của các phép thiền định. Trong phần Huệ, Thanh tịnh đạo trình bày giáo lý cơ bản của đạo Phật như Tứ diệu đế, Duyên khởi, Bát chính đạo...
Thanh tịnh đạo là một bộ luận tuyệt hảo, gần như là một bộ bách khoa toàn thư của Phật giáo và được rất nhiều Phật tử chú trọng đến, không phân biệt Phật giáo Nguyên thủy hay Đại thừa. Nhà Phật học danh tiếng châu Âu Edward Conze có lần nói rằng, nếu ông chỉ được mang theo một quyển sách ra một hòn đảo hoang vắng thì đó là quyển Thanh tịnh đạo.